# Spartiniphaga norma
Spartiniphaga norma là một loài bướm đêm trong họ Noctuidae.